# Gerald Scarfe
Gerald Anthony Scarfe (ur. 1 czerwca 1936 w Londynie) – angielski rysownik, karykaturzysta. Pracował dla The Sunday Times i The New Yorker. Jest autorem ilustracji do albumu The Wall grupy Pink Floyd oraz animacji do filmu Pink Floyd The Wall, a także scenografii trasy koncertowej promującej album. Stworzył też scenografię do filmu animowanego Herkules.
Odznaczony Orderem Imperium Brytyjskiego za służbę sztuce.
Od 1981 żonaty z aktorką Jane Asher. Ma córkę i dwóch synów.